# Heterobasidiomycetes

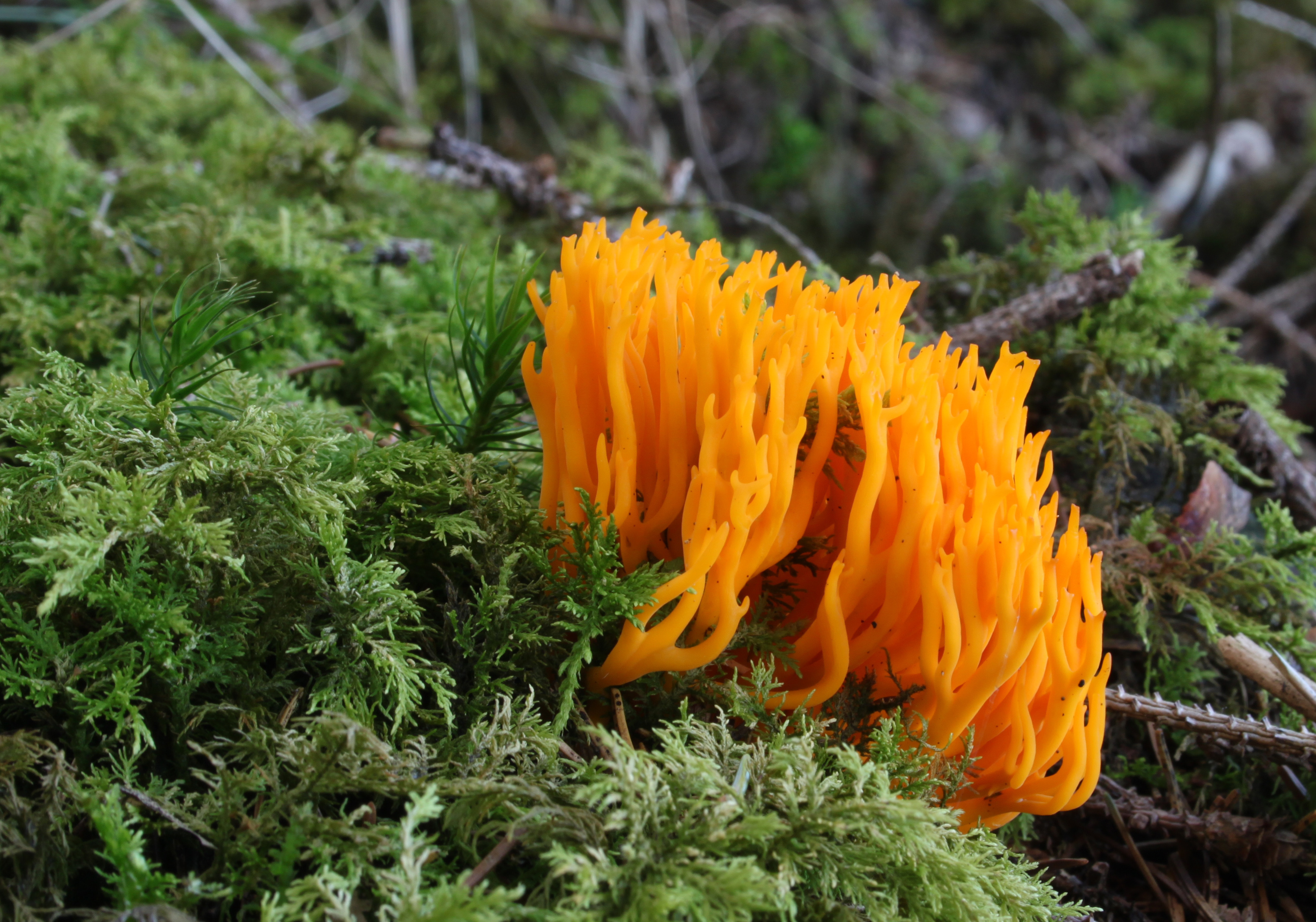
Calocera viscosa.

Heterobasidiomycetes, incluindo os fungos gelatinosos, é um agrupamento parafilético de várias ordens de fungos que apresentam como característica comum produzirem basidiocarpos gelatinosos. O agrupamento, actualmente considerado como sem valor taxonómico, foi considerado uma classe agrupando as ordens Tremellales, Auriculariales e Dacrymycetales. Estes fungos recebem esta denominação devido aos seus corpos frutificantes arborescentes e irregulares de consistência gelatinosa. Ao secar endurecem, voltando ao seu estado gelatinoso original ao serem reidratados.

## Taxonomia
O agrupamento designado por Heterobasidiomycetes, incluindo os fungos gelatinosos e os fungos causadores de carvões e de ferrugens em plantas, é constituído por Basidiomycetes com basídios septados. Esta característica diferencia-os dos Homobasidiomycetes (também designados por Holobasidiomycetes), agrupamento que inclui a maioria dos cogumelos e outros Agaricomycetes que têm basídios asseptados. A divisão de todos os Basidiomycetes nestes dois grupos influenciou marcadamente a taxonomia dos fungos, e continua a ser utilizada informalmente, embora já não constitua a base de qualquer moderna classificação formal. Na moderna taxonomia o agrupamento Homobasidiomycetes corresponde grosseiramente à classe monofilética Agaricomycetes, enquanto o agrupamento Heterobasidiomycetes é parafilético e como tal corresponde a vários taxa de diferentes categorias taxonómicas, incluindo os Basidiomycota, com excepção dos Agaricomycetes, e alguns grupos basais dos Agaricomycetes.
Uma análise filogenética dos genes nucleares ribossómicos realizada em 1993 demonstrou que os Heterobasidiomycetes, como originalmente circunscritos por Narcisse Théophile Patouillard em 1900, correspondia bem com uma grade de fungos que é parafilética em relação aos Homobasidiomycetes, a maior parte dos quais forma um clado monofilético. De forma notável, apesar de um século de esforços por parte de diversos micologistas, as classificações posteriores a Patouillard tinham apenas afastado o agrupamento da verdadeira relação filogenéticas entre os seus constituintes. A subsequente rápida acumulação de dados moleculares nas últimas duas décadas, permitiu aos micologistas abandonar o uso de taxa parafiléticos e atingir um consenso em torno de uma classificação baseada em clados monofiléticos que foi finalizada em 2007.
A maioria dos homobasidiomicetos forma um clado monofilético, constituindo a maioria dos modernos Agaricomycetes. O agrupamento Heterobasidiomycetes corresponde à maioria dos Basidiomycota que não são enquadráveis entre os Homobasidiomycetes, nomeadamente os subfilos Ustilaginomycotina (os carvões) e Pucciniomycotina (as ferrugens e uma variedade de outras formas) e parte do subfilo Agaricomycotina. Deste último filo são excluídas as classes Tremellomycetes e Dacrymycetes, as ordens Auriculariales e Sebacinales (da classe Agaricomycetes) e as famílias Ceratobasidiaceae e Tulasnellaceae da ordem Cantharellales (os membros de Agaricomycotina, com excepção dos pertencentes à família Ceratobasidiaceae, são colectivamente conhecidos por fungos gelatinosos).
```
 
```

|  | Agaricales       |
|  |                  |
|  | Amylocorticiales |
|  |                  |
|  | Atheliales       |
|  |                  |
|  | Boletales        |
|  |                  |

|  | Polyporales   |
|  |               |
|  | Thelephorales |
|  |               |

|  | Agaricales       |
|  |                  |
|  | Amylocorticiales |
|  |                  |
|  | Atheliales       |
|  |                  |
|  | Boletales        |
|  |                  |

|  | Polyporales   |
|  |               |
|  | Thelephorales |
|  |               |

|  | Geastrales     |
|  |                |
|  | Gomphales      |
|  |                |
|  | Hysterangiales |
|  |                |
|  | Phallales      |
|  |                |

|  | \| \| Botryobasidiaceae \| \| \| \| \| \| Cantharellaceae \| \| \| \| \| \| Clavulinaceae \| \| \| \| \| \| Hydnaceae \| \| \| \| |
|  | |
|  | Ceratobasidiaceae |
|  | |
|  | Tulasnellaceae |
|  | |
|  | Botryobasidiaceae |
|  | |
|  | Cantharellaceae |
|  | |
|  | Clavulinaceae |
|  | |
|  | Hydnaceae |
|  | |

|  | Botryobasidiaceae |
|  |                   |
|  | Cantharellaceae   |
|  |                   |
|  | Clavulinaceae     |
|  |                   |
|  | Hydnaceae         |
|  |                   |

|  | Agaricales       |
|  |                  |
|  | Amylocorticiales |
|  |                  |
|  | Atheliales       |
|  |                  |
|  | Boletales        |
|  |                  |

|  | Polyporales   |
|  |               |
|  | Thelephorales |
|  |               |

|  | Agaricales       |
|  |                  |
|  | Amylocorticiales |
|  |                  |
|  | Atheliales       |
|  |                  |
|  | Boletales        |
|  |                  |

|  | Polyporales   |
|  |               |
|  | Thelephorales |
|  |               |

|  | Geastrales     |
|  |                |
|  | Gomphales      |
|  |                |
|  | Hysterangiales |
|  |                |
|  | Phallales      |
|  |                |

|  | \| \| Botryobasidiaceae \| \| \| \| \| \| Cantharellaceae \| \| \| \| \| \| Clavulinaceae \| \| \| \| \| \| Hydnaceae \| \| \| \| |
|  | |
|  | Ceratobasidiaceae |
|  | |
|  | Tulasnellaceae |
|  | |
|  | Botryobasidiaceae |
|  | |
|  | Cantharellaceae |
|  | |
|  | Clavulinaceae |
|  | |
|  | Hydnaceae |
|  | |

|  | Botryobasidiaceae |
|  |                   |
|  | Cantharellaceae   |
|  |                   |
|  | Clavulinaceae     |
|  |                   |
|  | Hydnaceae         |
|  |                   |

|  | Agaricales       |
|  |                  |
|  | Amylocorticiales |
|  |                  |
|  | Atheliales       |
|  |                  |
|  | Boletales        |
|  |                  |

|  | Polyporales   |
|  |               |
|  | Thelephorales |
|  |               |

|  | Agaricales       |
|  |                  |
|  | Amylocorticiales |
|  |                  |
|  | Atheliales       |
|  |                  |
|  | Boletales        |
|  |                  |

|  | Polyporales   |
|  |               |
|  | Thelephorales |
|  |               |

|  | Geastrales     |
|  |                |
|  | Gomphales      |
|  |                |
|  | Hysterangiales |
|  |                |
|  | Phallales      |
|  |                |

|  | \| \| Botryobasidiaceae \| \| \| \| \| \| Cantharellaceae \| \| \| \| \| \| Clavulinaceae \| \| \| \| \| \| Hydnaceae \| \| \| \| |
|  | |
|  | Ceratobasidiaceae |
|  | |
|  | Tulasnellaceae |
|  | |
|  | Botryobasidiaceae |
|  | |
|  | Cantharellaceae |
|  | |
|  | Clavulinaceae |
|  | |
|  | Hydnaceae |
|  | |

|  | Botryobasidiaceae |
|  |                   |
|  | Cantharellaceae   |
|  |                   |
|  | Clavulinaceae     |
|  |                   |
|  | Hydnaceae         |
|  |                   |

|  | Agaricales       |
|  |                  |
|  | Amylocorticiales |
|  |                  |
|  | Atheliales       |
|  |                  |
|  | Boletales        |
|  |                  |

|  | Polyporales   |
|  |               |
|  | Thelephorales |
|  |               |

|  | Agaricales       |
|  |                  |
|  | Amylocorticiales |
|  |                  |
|  | Atheliales       |
|  |                  |
|  | Boletales        |
|  |                  |

|  | Polyporales   |
|  |               |
|  | Thelephorales |
|  |               |

|  | Geastrales     |
|  |                |
|  | Gomphales      |
|  |                |
|  | Hysterangiales |
|  |                |
|  | Phallales      |
|  |                |

|  | \| \| Botryobasidiaceae \| \| \| \| \| \| Cantharellaceae \| \| \| \| \| \| Clavulinaceae \| \| \| \| \| \| Hydnaceae \| \| \| \| |
|  | |
|  | Ceratobasidiaceae |
|  | |
|  | Tulasnellaceae |
|  | |
|  | Botryobasidiaceae |
|  | |
|  | Cantharellaceae |
|  | |
|  | Clavulinaceae |
|  | |
|  | Hydnaceae |
|  | |

|  | Botryobasidiaceae |
|  |                   |
|  | Cantharellaceae   |
|  |                   |
|  | Clavulinaceae     |
|  |                   |
|  | Hydnaceae         |
|  |                   |

|  | Agaricales       |
|  |                  |
|  | Amylocorticiales |
|  |                  |
|  | Atheliales       |
|  |                  |
|  | Boletales        |
|  |                  |

|  | Polyporales   |
|  |               |
|  | Thelephorales |
|  |               |

|  | Agaricales       |
|  |                  |
|  | Amylocorticiales |
|  |                  |
|  | Atheliales       |
|  |                  |
|  | Boletales        |
|  |                  |

|  | Polyporales   |
|  |               |
|  | Thelephorales |
|  |               |

|  | Geastrales     |
|  |                |
|  | Gomphales      |
|  |                |
|  | Hysterangiales |
|  |                |
|  | Phallales      |
|  |                |

|  | \| \| Botryobasidiaceae \| \| \| \| \| \| Cantharellaceae \| \| \| \| \| \| Clavulinaceae \| \| \| \| \| \| Hydnaceae \| \| \| \| |
|  | |
|  | Ceratobasidiaceae |
|  | |
|  | Tulasnellaceae |
|  | |
|  | Botryobasidiaceae |
|  | |
|  | Cantharellaceae |
|  | |
|  | Clavulinaceae |
|  | |
|  | Hydnaceae |
|  | |

|  | Botryobasidiaceae |
|  |                   |
|  | Cantharellaceae   |
|  |                   |
|  | Clavulinaceae     |
|  |                   |
|  | Hydnaceae         |
|  |                   |

|  | Agaricales       |
|  |                  |
|  | Amylocorticiales |
|  |                  |
|  | Atheliales       |
|  |                  |
|  | Boletales        |
|  |                  |

|  | Polyporales   |
|  |               |
|  | Thelephorales |
|  |               |

|  | Agaricales       |
|  |                  |
|  | Amylocorticiales |
|  |                  |
|  | Atheliales       |
|  |                  |
|  | Boletales        |
|  |                  |

|  | Polyporales   |
|  |               |
|  | Thelephorales |
|  |               |

|  | Geastrales     |
|  |                |
|  | Gomphales      |
|  |                |
|  | Hysterangiales |
|  |                |
|  | Phallales      |
|  |                |

|  | \| \| Botryobasidiaceae \| \| \| \| \| \| Cantharellaceae \| \| \| \| \| \| Clavulinaceae \| \| \| \| \| \| Hydnaceae \| \| \| \| |
|  | |
|  | Ceratobasidiaceae |
|  | |
|  | Tulasnellaceae |
|  | |
|  | Botryobasidiaceae |
|  | |
|  | Cantharellaceae |
|  | |
|  | Clavulinaceae |
|  | |
|  | Hydnaceae |
|  | |

|  | Botryobasidiaceae |
|  |                   |
|  | Cantharellaceae   |
|  |                   |
|  | Clavulinaceae     |
|  |                   |
|  | Hydnaceae         |
|  |                   |

|  | Agaricales       |
|  |                  |
|  | Amylocorticiales |
|  |                  |
|  | Atheliales       |
|  |                  |
|  | Boletales        |
|  |                  |

|  | Polyporales   |
|  |               |
|  | Thelephorales |
|  |               |

|  | Agaricales       |
|  |                  |
|  | Amylocorticiales |
|  |                  |
|  | Atheliales       |
|  |                  |
|  | Boletales        |
|  |                  |

|  | Polyporales   |
|  |               |
|  | Thelephorales |
|  |               |

|  | Geastrales     |
|  |                |
|  | Gomphales      |
|  |                |
|  | Hysterangiales |
|  |                |
|  | Phallales      |
|  |                |

|  | \| \| Botryobasidiaceae \| \| \| \| \| \| Cantharellaceae \| \| \| \| \| \| Clavulinaceae \| \| \| \| \| \| Hydnaceae \| \| \| \| |
|  | |
|  | Ceratobasidiaceae |
|  | |
|  | Tulasnellaceae |
|  | |
|  | Botryobasidiaceae |
|  | |
|  | Cantharellaceae |
|  | |
|  | Clavulinaceae |
|  | |
|  | Hydnaceae |
|  | |

|  | Botryobasidiaceae |
|  |                   |
|  | Cantharellaceae   |
|  |                   |
|  | Clavulinaceae     |
|  |                   |
|  | Hydnaceae         |
|  |                   |

|  | Agaricales       |
|  |                  |
|  | Amylocorticiales |
|  |                  |
|  | Atheliales       |
|  |                  |
|  | Boletales        |
|  |                  |

|  | Polyporales   |
|  |               |
|  | Thelephorales |
|  |               |

|  | Agaricales       |
|  |                  |
|  | Amylocorticiales |
|  |                  |
|  | Atheliales       |
|  |                  |
|  | Boletales        |
|  |                  |

|  | Polyporales   |
|  |               |
|  | Thelephorales |
|  |               |

|  | Geastrales     |
|  |                |
|  | Gomphales      |
|  |                |
|  | Hysterangiales |
|  |                |
|  | Phallales      |
|  |                |

|  | \| \| Botryobasidiaceae \| \| \| \| \| \| Cantharellaceae \| \| \| \| \| \| Clavulinaceae \| \| \| \| \| \| Hydnaceae \| \| \| \| |
|  | |
|  | Ceratobasidiaceae |
|  | |
|  | Tulasnellaceae |
|  | |
|  | Botryobasidiaceae |
|  | |
|  | Cantharellaceae |
|  | |
|  | Clavulinaceae |
|  | |
|  | Hydnaceae |
|  | |

|  | Botryobasidiaceae |
|  |                   |
|  | Cantharellaceae   |
|  |                   |
|  | Clavulinaceae     |
|  |                   |
|  | Hydnaceae         |
|  |                   |

|  | Agaricales       |
|  |                  |
|  | Amylocorticiales |
|  |                  |
|  | Atheliales       |
|  |                  |
|  | Boletales        |
|  |                  |

|  | Polyporales   |
|  |               |
|  | Thelephorales |
|  |               |

|  | Agaricales       |
|  |                  |
|  | Amylocorticiales |
|  |                  |
|  | Atheliales       |
|  |                  |
|  | Boletales        |
|  |                  |

|  | Polyporales   |
|  |               |
|  | Thelephorales |
|  |               |

|  | Geastrales     |
|  |                |
|  | Gomphales      |
|  |                |
|  | Hysterangiales |
|  |                |
|  | Phallales      |
|  |                |

|  | \| \| Botryobasidiaceae \| \| \| \| \| \| Cantharellaceae \| \| \| \| \| \| Clavulinaceae \| \| \| \| \| \| Hydnaceae \| \| \| \| |
|  | |
|  | Ceratobasidiaceae |
|  | |
|  | Tulasnellaceae |
|  | |
|  | Botryobasidiaceae |
|  | |
|  | Cantharellaceae |
|  | |
|  | Clavulinaceae |
|  | |
|  | Hydnaceae |
|  | |

|  | Botryobasidiaceae |
|  |                   |
|  | Cantharellaceae   |
|  |                   |
|  | Clavulinaceae     |
|  |                   |
|  | Hydnaceae         |
|  |                   |

|  | Agaricales       |
|  |                  |
|  | Amylocorticiales |
|  |                  |
|  | Atheliales       |
|  |                  |
|  | Boletales        |
|  |                  |

|  | Polyporales   |
|  |               |
|  | Thelephorales |
|  |               |

|  | Agaricales       |
|  |                  |
|  | Amylocorticiales |
|  |                  |
|  | Atheliales       |
|  |                  |
|  | Boletales        |
|  |                  |

|  | Polyporales   |
|  |               |
|  | Thelephorales |
|  |               |

|  | Geastrales     |
|  |                |
|  | Gomphales      |
|  |                |
|  | Hysterangiales |
|  |                |
|  | Phallales      |
|  |                |

|  | \| \| Botryobasidiaceae \| \| \| \| \| \| Cantharellaceae \| \| \| \| \| \| Clavulinaceae \| \| \| \| \| \| Hydnaceae \| \| \| \| |
|  | |
|  | Ceratobasidiaceae |
|  | |
|  | Tulasnellaceae |
|  | |
|  | Botryobasidiaceae |
|  | |
|  | Cantharellaceae |
|  | |
|  | Clavulinaceae |
|  | |
|  | Hydnaceae |
|  | |

|  | Botryobasidiaceae |
|  |                   |
|  | Cantharellaceae   |
|  |                   |
|  | Clavulinaceae     |
|  |                   |
|  | Hydnaceae         |
|  |                   |

|  | Agaricales       |
|  |                  |
|  | Amylocorticiales |
|  |                  |
|  | Atheliales       |
|  |                  |
|  | Boletales        |
|  |                  |

|  | Polyporales   |
|  |               |
|  | Thelephorales |
|  |               |

|  | Agaricales       |
|  |                  |
|  | Amylocorticiales |
|  |                  |
|  | Atheliales       |
|  |                  |
|  | Boletales        |
|  |                  |

|  | Polyporales   |
|  |               |
|  | Thelephorales |
|  |               |

|  | Geastrales     |
|  |                |
|  | Gomphales      |
|  |                |
|  | Hysterangiales |
|  |                |
|  | Phallales      |
|  |                |

|  | \| \| Botryobasidiaceae \| \| \| \| \| \| Cantharellaceae \| \| \| \| \| \| Clavulinaceae \| \| \| \| \| \| Hydnaceae \| \| \| \| |
|  | |
|  | Ceratobasidiaceae |
|  | |
|  | Tulasnellaceae |
|  | |
|  | Botryobasidiaceae |
|  | |
|  | Cantharellaceae |
|  | |
|  | Clavulinaceae |
|  | |
|  | Hydnaceae |
|  | |

|  | Botryobasidiaceae |
|  |                   |
|  | Cantharellaceae   |
|  |                   |
|  | Clavulinaceae     |
|  |                   |
|  | Hydnaceae         |
|  |                   |

|  | Agaricales       |
|  |                  |
|  | Amylocorticiales |
|  |                  |
|  | Atheliales       |
|  |                  |
|  | Boletales        |
|  |                  |

|  | Polyporales   |
|  |               |
|  | Thelephorales |
|  |               |

|  | Agaricales       |
|  |                  |
|  | Amylocorticiales |
|  |                  |
|  | Atheliales       |
|  |                  |
|  | Boletales        |
|  |                  |

|  | Polyporales   |
|  |               |
|  | Thelephorales |
|  |               |

|  | Geastrales     |
|  |                |
|  | Gomphales      |
|  |                |
|  | Hysterangiales |
|  |                |
|  | Phallales      |
|  |                |

|  | \| \| Botryobasidiaceae \| \| \| \| \| \| Cantharellaceae \| \| \| \| \| \| Clavulinaceae \| \| \| \| \| \| Hydnaceae \| \| \| \| |
|  | |
|  | Ceratobasidiaceae |
|  | |
|  | Tulasnellaceae |
|  | |
|  | Botryobasidiaceae |
|  | |
|  | Cantharellaceae |
|  | |
|  | Clavulinaceae |
|  | |
|  | Hydnaceae |
|  | |

|  | Botryobasidiaceae |
|  |                   |
|  | Cantharellaceae   |
|  |                   |
|  | Clavulinaceae     |
|  |                   |
|  | Hydnaceae         |
|  |                   |

|  | Agaricales       |
|  |                  |
|  | Amylocorticiales |
|  |                  |
|  | Atheliales       |
|  |                  |
|  | Boletales        |
|  |                  |

|  | Polyporales   |
|  |               |
|  | Thelephorales |
|  |               |

|  | Agaricales       |
|  |                  |
|  | Amylocorticiales |
|  |                  |
|  | Atheliales       |
|  |                  |
|  | Boletales        |
|  |                  |

|  | Polyporales   |
|  |               |
|  | Thelephorales |
|  |               |

|  | Geastrales     |
|  |                |
|  | Gomphales      |
|  |                |
|  | Hysterangiales |
|  |                |
|  | Phallales      |
|  |                |

|  | \| \| Botryobasidiaceae \| \| \| \| \| \| Cantharellaceae \| \| \| \| \| \| Clavulinaceae \| \| \| \| \| \| Hydnaceae \| \| \| \| |
|  | |
|  | Ceratobasidiaceae |
|  | |
|  | Tulasnellaceae |
|  | |
|  | Botryobasidiaceae |
|  | |
|  | Cantharellaceae |
|  | |
|  | Clavulinaceae |
|  | |
|  | Hydnaceae |
|  | |

|  | Botryobasidiaceae |
|  |                   |
|  | Cantharellaceae   |
|  |                   |
|  | Clavulinaceae     |
|  |                   |
|  | Hydnaceae         |
|  |                   |

|  | Agaricales       |
|  |                  |
|  | Amylocorticiales |
|  |                  |
|  | Atheliales       |
|  |                  |
|  | Boletales        |
|  |                  |

|  | Polyporales   |
|  |               |
|  | Thelephorales |
|  |               |

|  | Agaricales       |
|  |                  |
|  | Amylocorticiales |
|  |                  |
|  | Atheliales       |
|  |                  |
|  | Boletales        |
|  |                  |

|  | Polyporales   |
|  |               |
|  | Thelephorales |
|  |               |

|  | Geastrales     |
|  |                |
|  | Gomphales      |
|  |                |
|  | Hysterangiales |
|  |                |
|  | Phallales      |
|  |                |

|  | \| \| Botryobasidiaceae \| \| \| \| \| \| Cantharellaceae \| \| \| \| \| \| Clavulinaceae \| \| \| \| \| \| Hydnaceae \| \| \| \| |
|  | |
|  | Ceratobasidiaceae |
|  | |
|  | Tulasnellaceae |
|  | |
|  | Botryobasidiaceae |
|  | |
|  | Cantharellaceae |
|  | |
|  | Clavulinaceae |
|  | |
|  | Hydnaceae |
|  | |

|  | Botryobasidiaceae |
|  |                   |
|  | Cantharellaceae   |
|  |                   |
|  | Clavulinaceae     |
|  |                   |
|  | Hydnaceae         |
|  |                   |

|  | Agaricales       |
|  |                  |
|  | Amylocorticiales |
|  |                  |
|  | Atheliales       |
|  |                  |
|  | Boletales        |
|  |                  |

|  | Polyporales   |
|  |               |
|  | Thelephorales |
|  |               |

|  | Agaricales       |
|  |                  |
|  | Amylocorticiales |
|  |                  |
|  | Atheliales       |
|  |                  |
|  | Boletales        |
|  |                  |

|  | Polyporales   |
|  |               |
|  | Thelephorales |
|  |               |

|  | Geastrales     |
|  |                |
|  | Gomphales      |
|  |                |
|  | Hysterangiales |
|  |                |
|  | Phallales      |
|  |                |

|  | \| \| Botryobasidiaceae \| \| \| \| \| \| Cantharellaceae \| \| \| \| \| \| Clavulinaceae \| \| \| \| \| \| Hydnaceae \| \| \| \| |
|  | |
|  | Ceratobasidiaceae |
|  | |
|  | Tulasnellaceae |
|  | |
|  | Botryobasidiaceae |
|  | |
|  | Cantharellaceae |
|  | |
|  | Clavulinaceae |
|  | |
|  | Hydnaceae |
|  | |

|  | Botryobasidiaceae |
|  |                   |
|  | Cantharellaceae   |
|  |                   |
|  | Clavulinaceae     |
|  |                   |
|  | Hydnaceae         |
|  |                   |

|  | Agaricales       |
|  |                  |
|  | Amylocorticiales |
|  |                  |
|  | Atheliales       |
|  |                  |
|  | Boletales        |
|  |                  |

|  | Polyporales   |
|  |               |
|  | Thelephorales |
|  |               |

|  | Agaricales       |
|  |                  |
|  | Amylocorticiales |
|  |                  |
|  | Atheliales       |
|  |                  |
|  | Boletales        |
|  |                  |

|  | Polyporales   |
|  |               |
|  | Thelephorales |
|  |               |

|  | Geastrales     |
|  |                |
|  | Gomphales      |
|  |                |
|  | Hysterangiales |
|  |                |
|  | Phallales      |
|  |                |

|  | \| \| Botryobasidiaceae \| \| \| \| \| \| Cantharellaceae \| \| \| \| \| \| Clavulinaceae \| \| \| \| \| \| Hydnaceae \| \| \| \| |
|  | |
|  | Ceratobasidiaceae |
|  | |
|  | Tulasnellaceae |
|  | |
|  | Botryobasidiaceae |
|  | |
|  | Cantharellaceae |
|  | |
|  | Clavulinaceae |
|  | |
|  | Hydnaceae |
|  | |

|  | Botryobasidiaceae |
|  |                   |
|  | Cantharellaceae   |
|  |                   |
|  | Clavulinaceae     |
|  |                   |
|  | Hydnaceae         |
|  |                   |

     Homobasidiomycetes   
     Grupos com características intermédias   
     Heterobasidiomycetes   

## Usos
Muitos fungos gelatinosos são comestíveis, mesmo quando crus, e raramente são venenosos. A maioria das espécies do grupo não é utilizada na gastronomia ocidental por carecer de textura ou sabor noticiáveis, mas algumas espécies, como Tremella fuciformis, são muito apreciadas na cozinha vegetariana.

## Lista de espécies
- Auricularia auricula-judae
- Auricularia polytricha
- Calocera cornea
- Calocera viscosa
- Dacrymyces palmatus
- Dacryopinax spathularia
- Exidia glandulosa
- Guepiniopsis alpinus
- Malassezia furfur
- Phlogiotis helvelloides
- Pseudohydnum gelatinosum
- Tremella foliacea
- Tremella fuciformis
- Tremella mesenterica[4]
- Tremellodendron pallidium